# It Takes Two (jeu vidéo)
It Takes Two est un jeu vidéo d'aventure développé par Hazelight Studios et édité par EA Originals. Le jeu est sorti le 26 mars 2021 sur Xbox One, Xbox Series, PlayStation 4, PlayStation 5 et Microsoft Windows.
C'est le deuxième jeu du studio de Josef Fares après A Way Out.
Il est élu jeu de l'année lors des Game Awards 2021. Quatre ans après sa sortie, le jeu cumule 23 millions d'exemplaires vendus.

## Trame
Rien ne va plus entre May et Cody : disputes, malentendus, leur couple bat de l'aile. Ne trouvant aucune solution pour s'en sortir, ils décident de divorcer. Apprenant la nouvelle, leur fille Rose leur jette un sort avec l'aide d'un curieux livre dénommé Docteur Hakim et deux poupées à l'effigie de ses parents. En versant une larme, elle demande à Hakim, thérapeute de couple, de tout faire pour que ses parents ne se séparent pas. C'est ainsi que May et Cody se retrouvent transformés en poupées grandeur nature comme les poupées de leur fille. Le Docteur Hakim leur explique qu'ils vont devoir passer des épreuves et cohabiter dans le but de comprendre ce qui n'a pas marché dans leur couple et rebondir pour enfin reprendre leur forme humaine.

## Développement
Josef Fares, le réalisateur du précédent jeu de Hazelight, A Way Out (sortie en 2018) et de Starbreeze's Brothers : A Tale of Two Sons (sortie en 2013), revient en tant que réalisateur de jeu. Après la sortie de A Way Out, l'équipe décide de travailler sur un nouveau jeu vidéo se jouant en coopération, car l'équipe, plus expérimentée, estime qu'elle peut encore améliorer et étendre les concepts de gameplay introduits par A Way Out. L'équipe de développement travaille pour s'assurer que le gameplay a un lien avec la narration et qu'au fur et à mesure que l'histoire se déroule, les mécanismes du jeu changent en conséquence. Fares incite son équipe à inclure autant de mécanismes et de décors que possible, car il pense que si un mécanisme de jeu est utilisé de manière répétée, il devient « moins spécial ». Fares décrit le jeu comme une « comédie romantique ». Fares fournit la capture de mouvement pour le Dr. Hakim, l'un des personnages principaux du jeu. Le jeu est écrit principalement en AngelScript, implémenté dans le moteur Unreal par Hazelight par le biais de leur propre plugin.
À la manière de A Way Out, It Takes Two est publié dans le cadre du programme EA Originals d'Electronic Arts. Ce programme permet à Hazelight de conserver un contrôle créatif total tout en recevant la plupart des bénéfices du jeu après récupération des coûts de développement. EA annonce d'abord qu'ils ont signé un accord d'édition avec Hazelight en juin 2019. Le jeu est officiellement révélé lors de l'EA Play en juin 2020. EA et Hazelight introduisent le Friend's Pass pour le jeu, qui permet au joueur qui a acheté le jeu d'envoyer une invitation à un ami, permettant au deuxième joueur de jouer gratuitement en coopération avec le premier. Le jeu sort sur Windows, PlayStation 4, PlayStation 5, Xbox One et Xbox Series X et Series S le 26 mars 2021. Un portage par Turn Me Up Games pour Nintendo Switch est annoncé lors d'un Nintendo Direct en septembre 2022, et sort le 4 novembre 2022. En décembre 2022, une mise à jour gratuite ajoute des doublages en français.

## Personnages
- Cody (VO : Joseph Balderrama ; VF : Antoine Schoumsky)
- Dr. Hakim (VO : Joseph Balderrama ; VF : Marc Perez)
- May (VO : Annabelle Dowler ; VF : Laëtitia Lefebvre)
- Rose (VO : Clare Corbett ; VF : Emmylou Homs)
- Vacuum (L'aspirateur) (VO : Stephen Greif ; VF : Serge Biavan)
- Hammerhead (Le marteau) (VO : Martin T. Sherman ; VF : Emmanuel Rausenberger)
- Toolbox (La boîte à outils) (VO : Oskar Wolontis)
- Stargazer (Les jumelles) (VO : Susan Brown ; VF : Catherine Cerda)
- Squirrel Chief (Chef écureuil) (VO : Grahame Fox ; VF : Arnaud Leonard)
- Miss Q (VO : Rachel Atkins ; VF : Géraldine Asselin)
- Squirrel Bookkeper (Écureuil comptable) (VO : Gordon Cooper ; VF : Loïc Guingand)
- Beetle (Le scarabée) (VO : Glenn Wrage ; VF : Jérémie Covillault)
- Wasp Queen (La reine des guêpes) (VO : Victoria Willing ; VF : Armelle Gallaud)
- Bumblebee (Le bourdon) (VO : Victoria Willing ; VF : Lou Viguier)
- Moon Baboon (Cosmobabouin) (VO : Edward Dogliani ; VF : Olivier Cordina)
- Jack-in-the-box (Le clown à ressort) (VO : Alexandra Ekelöf ; VF : Lou Viguier)
- Cutie (VO : Lizzie Waterworth Santo ; VF : Clara Quilichini)
- Joy (VO : Louiza Patikas ; VF : Juliette Degenne)

## Accueil
Le jeu s'est écoulé à plus de 16 millions d'exemplaires en mars 2024. À date de mars 2025, il s'est vendu à 23 millions d'unités. Ces chiffres n'incluent pas les exemplaires distribués gratuitement par le biais des services d'abonnement Game Pass et EA Play.
En continuant à se vendre à près de 500 000 unités chaque mois depuis sa sortie, un chiffre mensuel en augmentation d'année en année, It Takes Two est l'un des très rares jeux vidéo à maintenir une importante cadence de ventes sur la durée. Cette longévité commerciale, en dépit d'un budget publicitaire jugé faible par ses propres développeurs, s'explique notamment par le prix du jeu de l'année reçu aux Game Awards, par le fait qu'It Takes Two n'a presque aucun concurrent sur le marché des jeux coopératifs, ce qui lui assure un bouche-à-oreille d'ampleur, et enfin par le fait que le jeu se vend particulièrement bien en Asie. Sa popularité en Chine, notamment, serait due d'après le site d'analyse GamesIndustry au fait que le jeu traite du divorce et propose des mécaniques faciles d'accès axées sur la coopération, une recette d'attrait dans un pays au fort taux de divorce et où les plusieurs générations vivent souvent sous le même toit.